# 2017 BL232
2017 BL232 est un objet transneptunien en résonance 3:8 avec Neptune, son diamètre est estimé à 207 km.